# Грінченківська сільська рада
Грінче́нківська сільська́ ра́да — колишній орган місцевого самоврядування в Охтирському районі Сумської області. Адміністративний центр — село Грінченкове.

## Загальні відомості
- Населення ради: 660 осіб (станом на 2001 рік)

## Населені пункти
Сільській раді були підпорядковані населені пункти:
- с. Грінченкове
- с. Всадки
- с. Грунька
- с. Піонер
- с. П'яткине
- с. Розсохувате

## Склад ради
Рада складалася з 12 депутатів та голови.
- Голова ради: Галушко Ольга Вікторівна

### Керівний склад попередніх скликань
| Прізвище, ім'я, по батькові | Основні відомості                                                                     | Дата обрання | Дата звільнення |
| --------------------------- | ------------------------------------------------------------------------------------- | ------------ | --------------- |
| Кіяшко Іван Семенович       | Сільський голова, 1950 року народження                                                | 26.03.2006   | 24.10.2009      |
| Галушко Ольга Вікторівна    | Сільський голова, 1973 року народження, освіта незакінчена вища, позапартійна         | 20.06.2010   | 31.10.2010      |
| Галушко Ольга Вікторівна    | Сільський голова, 1973 року народження, освіта незакінчена вища, член Партії регіонів | 31.10.2010   |                 |

Примітка: таблиця складена за даними сайту Верховної Ради України